# Хелмиця-Дужа
Хелмиця-Дужа (пол. Chełmica Duża) — село в Польщі, у гміні Фабянки Влоцлавського повіту Куявсько-Поморського воєводства.
Населення — 1226 осіб (2011).
У 1975-1998 роках село належало до Влоцлавського воєводства.

## Демографія
Демографічна структура станом на 31 березня 2011 року:
|          | Загалом | Допрацездатний вік | Працездатний вік | Постпрацездатний вік |
| -------- | ------- | ------------------ | ---------------- | -------------------- |
| Чоловіки | 616     | 124                | 452              | 40                   |
| Жінки    | 610     | 105                | 401              | 104                  |
| Разом    | 1226    | 229                | 853              | 144                  |